# Onthophagus anchommatus
Onthophagus anchommatus är en skalbaggsart som beskrevs av Lea 1923. Onthophagus anchommatus ingår i släktet Onthophagus och familjen bladhorningar. Inga underarter finns listade i Catalogue of Life.